# High Resolution Stereo Camera

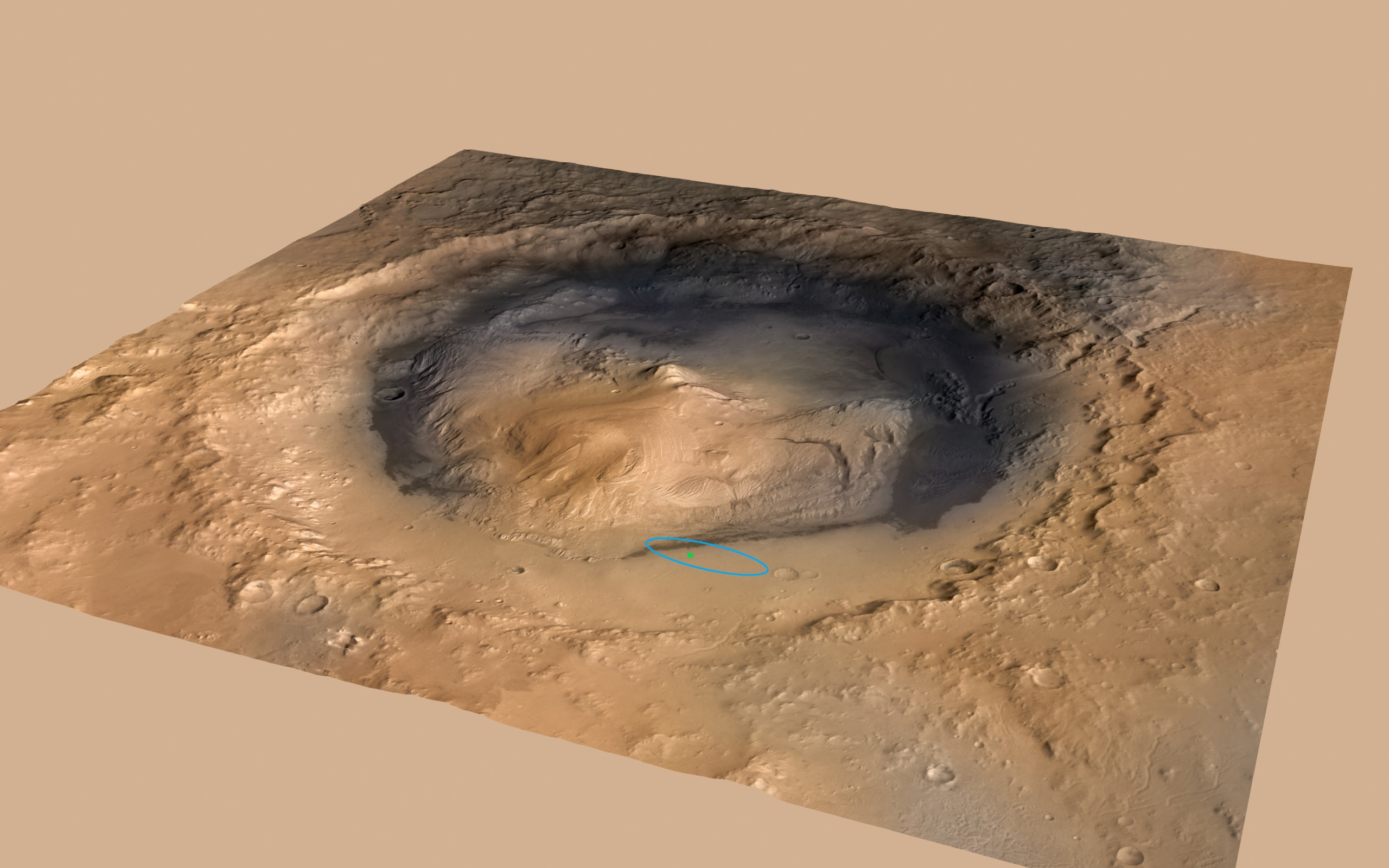
Kráter Gale

High Resolution Stereo Camera (HRSC) je stereoskopická fotografická kamera kombinovaná s kamerou s vysokým rozlišením v projektu Mars Express. Vznikla z původní verze určené pro Zemi s názvem HRSC-AX a byla vylepšena jako verze pro Mars 96. Jejím obsahem je 5 hlavních částí: hlava kamery, super resolution channel, rám na zařízení a digitální jednotku. Z výšky 250 km nad povrchem Marsu může pořizovat snímky terénu s rozlišením 2,3 metrů/pixel na čtverci o straně 2,35 km. Obsahuje ještě dalších 9 kanálů a může produkovat digitální modely terénu.